# ESPN Scrum
ESPN Scrum es la sección del canal que se especializa en noticias de rugby y tiene su sede en el Reino Unido.

## Historia
Fue creado en 1997 por la británica Ascential, iniciando como un sitio web independiente y dedicado a brindar las últimas noticias del recién profesionalizado rugby.
En 1999 se vendió a Sportal. Tras el colapso y venta de su propietaria en 2001, el sitio se cerró, pero fue salvado por un consorcio de amantes del rugby que compraron el sitio por £ 100.000 y lo administraron bajo el nombre de «Scrum Ltd».

### ESPN
En agosto de 2007 la empresa estadounidense de medios deportivos ESPN, en colaboración con Walt Disney Internet Group, compró el sitio. Desde allí el sitio empezó a proporcionar actualizaciones en vivo minuto a minuto, sobre los principales juegos internacionales y de clubes, y mantener estadísticas detalladas sobre cada rugbista internacional.
La sección de rugby del sitio web en español se modificó y renombró como ESPN Scrum, tras la inclusión de Argentina en The Rugby Championship, en mayo de 2009.
En abril de 2015 la sección perdió su propio sitio web, pero se hizo con su programa de televisión en todos los ESPN.

## Argentina
En Argentina el programa se transmite por ESPN 2 desde 2009, realiza un trato de importancia directa con los Pumasy tiene la exclusividad para transmitir The Rugby Championship y el Torneo de las Seis Naciones.
Entre sus presentadores se encuentran: Diego Albanese, «Marta» Altberg, Marcelo Bosch, Alejandro Coccia, Juan Martín Hernández, Eduardo Simone y Raúl Taquini.